# Померанцев, Виктор Дмитриевич
Виктор Дмитриевич Померанцев (1860 — 1899) — русский архитектор и реставратор.

## Биография
В 1882 году окончил Московское училище живописи, ваяния и зодчества со малой серебряной медалью и званием неклассного художественного архитектора.
в 1880-82 годах принимал участие в реконструкции дома потомственного почётного гражданина Москвы, Председателя комитета Александровского православного братства Ивана Петровича Кулакова (1848—1911) по Свиньинскому переулку (известному в народе, как «Дом-Утюг»)
В 1887 году по приглашению Н. Б. Юсупова Младшего выполнил генеральный план владения Юсуповых в Огородной слободе для последующей реконструкции.
в 1890-91 — руководил работами: была перестроена западная часть палат, изменен декор фасадов, стилизованный под XVII век, выполнена перепланировка внутренних помещений. Тогда же к двухэтажным каменным палатам был пристроен третий этаж. По указанию князя найденный в бывшей опочивальне подземный ход, шедший к Кремлю, был засыпан.
В 1892 году после смерти Николая Борисовича по приглашению его дочери Зинаиды Николаевны работами в восточной части руководит архитектор-реставратор Н. В. Султанов.
Свой нынешний облик памятник Федерального значения Палаты Волковых-Юсуповых (Б. Харитоньевский пер., 21) получил исключительно благодаря сохранившимся чертежам реставрации, осуществленной в 1891—1895 годов под руководством архитекторов В. Д. Померанцева и Н. В. Султанова, эскизам художника Ф. Г. Солнцева, сохранившимся фотоматериалам XIX века, другим архивным материалам, в том числе архиву Юсуповых. На сегодняшний день основные работы по восстановлению усадьбы и её интерьеров завершены, полностью воссоздана историческая окраска фасадов и всех росписей.
Виктор Дмитриевич похоронен на Ваганьковском кладбище (уч. 1).